# Hofmeisteria urenifolia
Hofmeisteria urenifolia là một loài thực vật có hoa trong họ Cúc. Loài này được (Hook. & Arn.) Walp. mô tả khoa học đầu tiên năm 1847.